# Балаклія (станція)
Балаклі́я — проміжна залізнична станція Харківської дирекції Південної залізниці на електрифікованій лінії Основа — Букине між зупинними пунктами Вербівка (4,4 км) та Братське Озеро (7 км). Розташована в однойменному місті Ізюмського району Харківської області.

## Історія
Станція відкрита у 1911 році. У 1961 році станція електрифікована постійним струмом (=3 кВ) та зведена тягова підстанція.
У березні 2011 року в приміщенні залізничного вокзалу станції Балаклія облаштована автостанція.
З початку російського вторгнення в Україну залізничний рух по станції був тимчасово припинений. 
15 вересня 2022 року, після деокупації від російських загарбників, вирушив перший рейс приміського поїзда сполученням Харків — Балаклія.
25 квітня 2024 року, близько 16:20, російські окупанти завдали ракетний удар із застосуванням «Іскандер-М» по вокзалу станції Балаклія, коли на перон прибув приміський електропоїзд сполученням Харків — Ізюм. Внаслідок ракетного обстрілу пошкоджено колії, скління вікон та дах будівлі залізничного вокзалу, приміський електропоїзд, який знаходився на відстані 15 метрів від місця влучання. Поранення отримали 11 осіб, переважно — пасажири приміського електропоїзда. Наступного дня, 26 квітня, залізничники відновили пошкоджену інфраструктуру після удару окупантів по вокзалу станції Балаклія.

## Пасажирське сполучення
На станції зупиняться приміські поїзди Ізюмського напрямку та пасажирські поїзди далекого сполучення. 